# Империя под ударом
«Империя под ударом» — российский двенадцатисерийный телевизионный художественный фильм, посвящённый противостоянию Охранного отделения и Боевой организации эсеров в начале XX века.
Телесериал охватывает 8 лет истории Российской империи — с 1901 года по 1908 год.

## Сюжет
В начале XX века Москва и Санкт-Петербург потрясены неслыханной жестокостью террористов. По стране катится волна громких политических убийств. Боевые организации готовят крушение монархии. Власть пытается сохранить порядок в стране. Имперское Охранное Отделение создает специальную следственную группу, которой поручено всеми средствами предотвратить грядущую катастрофу.

### 1-я серия: «Начало века»
Дата выхода — 05.10.2000
Новогоднюю ночь с 1900 на 1901 год следователь Павел Нестерович Путиловский (Игорь Ливанов) встречает в доме своего друга приват-доцента Франка (Юрий Гальцев) вместе со своей невестой Ниной (Людмила Курепова) и друзьями. В это же время происходит ограбление аптеки Певзнера (Георгий Штиль). Путиловский и его помощник Евграфий Петрович (Валентин Букин) приступают к расследованию, к ним в помощь придают поручика Берга (Денис Зайцев), окончившего артиллерийскую академию и являющегося специалистом по взрывному делу. Провизор аптеки показал, что из сейфа, который вскрыт с помощью самодельной бомбы, были похищены три килограмма морфия…

### 2-я серия: «Голубой конверт»
Дата выхода — 12.10.2000
1902 год. Путиловский, Медянников и Берг приступают к новому делу. Становится известно, что террористы готовят покушение на министра внутренних дел Д. С. Сипягина. Министр (Леонид Неведомский), считая себя человеком порядочным и не имеющим врагов, не верит в достоверность сведений группы Путиловского. Тем временем организацией убийства Сипягина занимается лично Григорий Гершуни (Константин Хабенский)…

### 3-я серия: «Двойной Нельсон»
Дата выхода — 19.10.2000
1903 год. В подвале одного из домов происходит взрыв. Погибают двое террористов. Оказавшийся поблизости журналист Вершинин (Алексей Зуев) находит списки «Боевой организации партии эсеров». Эти списки необходимы Путиловскому, но также они нужны самим террористам. И журналисту выносится смертный приговор…

### 4-я серия: «Авель и Каин»
Дата выхода — 26.10.2000
1904 год. «Боевая организация партии эсеров» готовит убийство министра внутренних дел Плеве (Николай Ерёменко (мл.)). Руководство операцией осуществляет Азеф (Владимир Богданов) с помощью Бориса Савинкова (Алексей Серебряков). Группа Путиловского пытается предотвратить покушение, но Плеве считает ниже своего достоинства опасаться террористов. «В России приказываю я, а не революционеры», — говорит он…

### 5-я серия: «Сашка-химик»
Дата выхода — 02.11.2000
1904 год. Происходит ограбление инкассаторской кареты с использованием сильного взрывчатого вещества. Путиловский выясняет, что за этим стоят не террористы-эсеры, а бывший сокурсник Берга отставной подпоручик Александр Бакланов (Андрей Астраханцев)…

### 6-я серия: «Великая княгиня»
Дата выхода — 16.11.2000
1905 год. Происходит покушение на великого князя Сергея Александровича (Борис Плотников), закончившееся неудачно. Чтобы предотвратить следующее, вице-директор Департамента полиции Рачковский (Николай Чиндяйкин) направляет группу Путиловского в Москву. Новым исполнителем теракта Савинков назначает Ивана Каляева (Никита Татаренков)…

### 7-я серия: «Гапон»
Дата выхода — 23.11.2000
1905 год. После «Кровавого воскресенья» вся полиция ищет священника Гапона (Александр Домогаров). Медянников выясняет, что его скрывает эсер Пётр Рутенберг (Георгий Траугот). Рачковский принимает решение использовать Гапона в качестве агента-информатора в партии эсеров…

### 8-я серия: «Камикадзе»
Дата выхода — 30.11.2000
1906 год. Группе Путиловского поручают охрану П. А. Столыпина (Александр Феклистов). По донесениям агентов, покушение на него планируют эсеры-максималисты. Один из них задержан. Это Соломон Рысс (Юрий Тарасов), партийная кличка «Мортимер». Рачковский решает использовать его в качестве осведомителя. Путиловский не доверяет Рыссу, но вынужден подчиниться начальству…

### 9-я серия: «Охота на губернатора»
Дата выхода — 07.12.2000
1907 год. Эсеры-максималисты избрали своей следующей жертвой московского губернатора Владимира Джунковского (Александр Пороховщиков). Начальник петербургского охранного отделения А. В. Герасимов (Эрнст Романов) посылает Путиловского в Москву на встречу со своим агентом Азефом, который может помочь предотвратить покушение…

### 10-я серия: «Бастард»
Дата выхода — 01.03.2001
1905 год. Террористами взорван начальник женской пересыльной тюрьмы Михаил Странден (Роман Громадский). Вскоре в своей квартире найден Алексей Пигед (Илья Северов), погибший от взрыва собственной бомбы. Но почему он жил под фамилией своего бывшего учителя Петра Студзинского (Андрей Руденский)? И кто заказал ему изготовление бомбы? Группе Путиловского предстоит это выяснить…

### 11-я серия: «Хлыст»
Дата выхода — 15.03.2001
1906 год. Найден мёртвым молодой князь Щербаков. Путиловскому предстоит выяснить: покончил он с собой или был убит. Следствие приводит к литератору Митинскому (Сергей Заморев), в доме которого проживает некий старец Кондратий (Иван Краско). Медянников и Берг, наблюдая за домом Митинского, обнаруживают Азефа и Дору Бриллиант (Ирина Апексимова)…

### 12-я серия: «Великий провокатор»
Дата выхода — 22.03.2001
1908 год. «Боевая организация партии эсеров» планируют убийство Николая II на борту крейсера «Рюрик». Герасимов направляет группу Путиловского в Кронштадт для обеспечения охраны царя. Им удаётся предотвратить покушение и арестовать Азефа, но он выдаёт квартиру, где скрывается Савинков, и Герасимов отпускает его. Путиловский подаёт рапорт об отставке…

## В ролях
- Игорь Ливанов — следователь Охранного отделения Санкт-Петербурга титулярный советник (в 12-й серии — коллежский советник) Павел Нестерович Путиловский
- Валентин Букин — Евграфий Петрович Медянников
- Денис Зайцев — поручик барон Иван Карлович Берг, взрывотехник-сапёр
- Татьяна Бедова — Лейда Карловна
- Владимир Богданов — Евно Азеф
- Алексей Серебряков — Борис Савинков
- Юрий Гальцев — приват-доцент Александр Иосифович Франк
- Юрий Орлов — Яков Григорьевич Сазонов, начальник петербургского охранного отделения
- Сергей Зуев — Алексей Викентьев
- Ольга Самошина — кассир Мария Максимовская
- Игорь Добряков — начальник департамента полиции Тузлуков
- Константин Хабенский — эсер-террорист Гершуни Григорий Андреевич
- Алексей Зуев — журналист Андрей Яковлевич Вершинин
- Ольга Будина — Ольга
- Ильзе Лиепа — балерина Тамара Карсавина
- Юлия Рутберг — Любовь Азеф
- Анна Банщикова — любовница Азефа Ханна Клейфер
- Людмила Курепова — Нина Неклюдова
- Георгий Штиль — хозяин аптеки Певзнер
- Андрей Зибров — Агеев Владимир Михайлович — «Топаз»
- Иван Краско — старец Кондратий
- Николай Ерёменко (мл.) — Вячеслав фон Плеве
- Леонид Неведомский — министр внутренних дел Дмитрий Сергеевич Сипягин
- Марина Александрова — Мария Столыпина
- Юлия Алексеева — служанка Мария
- Юрий Алексеев
- Александр Анисимов — Созонов Егор Сергеевич
- Ирина Апексимова — Дора Бриллиант
- Александр Левит — банкир
- Александр Домогаров — Георгий Гапон
- Александр Большаков — медвежатник
- Виктор Хозяинов — Чухна
- Елена Кучеренко — Соколовская Олимпиада Георгиевна (Липочка)
- Геннадий Смирнов — Балмашев Степан Валерианович
- Александр Строев — Крафт
- Никита Татаренков — Иван Платонович Каляев
- Игнатий Акрачков — эсер
- Игорь Бессчастнов — студент
- Артур Ваха — эсер / озвучка некоторых персонажей.
- Денис Синявский — эсер-максималист
- Владимир Маслаков — эсер-максималист
- Валерий Захарьев — социалист
- Тамара Уржумова — Ванда Казимировна
- Александр Карпухов — Писаренко
- Владимир Стержаков — врач Дубовицкий
- Виктория Исакова — эпизод
- Александр Завьялов — городовой
- Ксения Раппопорт — Алина
- Валерий Баринов — Ратаев Леонид Александрович
- Андрей Федорцов — Покотилов
- Роман Грибков — адъютант
- Андрей Астраханцев — отставной подпоручик Александр Бакланов
- Ольга Сухорукова — Татьяна Нечаева
- Пётр Квасов — Васька
- Олег Белов
- Борис Плотников — великий князь Сергей Александрович
- Елена Сафонова — великая княгиня Елизавета Фёдоровна
- Юрий Митрофанов — московский градоначальник генерал-майор Волков
- Александр Пороховщиков — московский губернатор Владимир Фёдорович Джунковский
- Николай Чиндяйкин — вице-директор Департамента полиции Пётр Иванович Рачковский
- Сергей Газаров — эпизод
- Егор Пазенко — эпизод
- Константин Быков — студент-террорист
- Владимир Капустин — студент-террорист Полторацкий
- Юрий Шибанов — террорист Малюта
- Александр Мохов — офицер
- Олег Дмитриев — Алексей Черемухин
- Георгий Траугот — эсер Пётр Моисеевич Рутенберг
- Алексей Федькин — Максим Горький
- Александр Юдин — офицер-жандарм
- Сергей Лосев — жандарм
- Игорь Шибанов — редактор
- Сергей Шапошников — жандарм
- Юрий Тарасов — Соломон Рысс (Мортимер)
- Александр Жмакин — Михаил Соколов
- Никита Ерышев — Николай Любомудров
- Марина Засухина — барышня Лиза (8-я серия «Камикадзе»)
- Александр Феклистов — Пётр Аркадьевич Столыпин
- Андрей Толубеев — управляющий делами Столыпина Сергей Валерианович Муромцев
- Надежда Николаева — Анна Кропоткина
- Наталья Данилова — княгиня Щербатова
- Мария Куликова
- Эрнст Романов — начальник петербургского охранного отделения генерал-майор Александр Васильевич Герасимов
- Роман Агеев — Нил Ковальский
- Мария Семёнова — курсистка Татьяна Паневич
- Татьяна Кабанова — дама в поезде
- Евгений Филатов — коммивояжёр Гурко-Лапицкий
- Виталий Матвеев — дворник
- Александр Сластин — Иван
- Фёдор Смирнов
- Кирилл Датешидзе — князь
- Владимир Розыграев — секретный агент полиции Виктор Анатольевич Агарков
- Андрей Руденский — учитель английской гимназии Пётр Франциевич Студзинский
- Вадим Гущин — Сидденс
- Михаил Трясоруков — промышленник Хрящев Александр Гаврилович
- Юлия Яковлева — жена Хрящева
- Елена Карпович — Ольга Александровна Хрящева
- Илья Северов — Алексей Пигед
- Роман Громадский — начальник женской пересыльной тюрьмы Странден Михаил Егорович
- Виктория Мельникова — Полька
- Ольга Тумайкина
- Нина Рагулина — Дарья Морозова
- Сергей Заморев — литератор Митинский
- Сергей Бызгу — инженер Сергей Иванович Бухало
- Тариел Кения — профессор, судмедэксперт
- Юлия Рудина — Ольга
- Николай Устинов-Лещинский — Евграфий Петрович Карпенко
- Марина Ордина — эпизод
- Кирилл Сёмин — террорист
- Николай Гравшин — жандарм
- Инесса Перелыгина-Владимирова — поэтесса
- Петр Михайлуца — Митя
- Алексей Захаров
- Виталий Копылов — эпизод
- Владимир Марков — преподаватель
- Владимир Космидайло — проводник
- Алексей Одинг — эсер
- Евгений Меркурьев — архивариус
- Илья Шакунов — эпизод

## Съёмочная группа
- Режиссёры: Сергей Газаров, Андрей Малюков, Вячеслав Никифоров, Зиновий Ройзман, Сергей Снежкин (в титрах: Серж Василеостровский), Иван Криворучко
- Сценаристы: Елена Райская, Аркадий Тигай, Игорь Шприц
- Композиторы: Алексей Григорьев, Алексей Заливалов, Исаак Шварц
- Операторы: Александр Гребенкин, Александр Рябов, Александр Корнеев, Дильшат Фатхулин, Владимир Ильин, Владимир Спорышков
- Постановщики трюков: Сергей Шульга, Сергей Воробьев
- Продюсеры: Анатолий Максимов, Константин Эрнст
- Ведущий продюсер: Николай Суслов
- Художники: Юрий Пашигорев, Александр Жирнов, Павел Новиков, Игорь Тимошенко, Андрей Васин

## Трансляция
Премьера:
- ОРТ (2000—2001)
- Интер (2003)[источник не указан 640 дней]